# Tobias Billström
Tobias Lennart Billström (Malmö, 27 december 1973) is een Zweedse politicus van de Moderata samlingspartiet (Moderaterna). Hij was onder meer minister van Migratie en Asielbeleid (2006–2014) en minister van Buitenlandse Zaken (2022–2024) in de Zweedse regering. Tussen 2002 en 2024 had Billström zitting in de Rijksdag, het Zweedse parlement.

## Biografie
Tobias Billström studeerde geschiedenis aan de Universiteit van Cambridge en de Universiteit van Lund. Tijdens zijn studiejaren was hij actief voor verschillende studentenorganisaties en sloot hij zich tevens aan bij de Gematigde Jeugd Liga (Moderata ungdomsförbundet), de jongerenvleugel van de centrumrechtse Moderata samlingspartiet. Tussen 1998 en 2002 was hij lid van de gemeenteraad van Malmö.
Bij de Zweedse parlementsverkiezingen van 2002 werd Billström voor het eerst verkozen tot parlementslid in de Rijksdag. Hij voerde er aanvankelijk oppositie tegen de sociaaldemocratische regering van premier Göran Persson en had zitting in verschillende commissies, onder meer op het gebied van onderwijs en sociale veiligheid. Vanaf 2005 legde hij zich echter toe op het onderwerp migratie en asiel. Tussen 2003 en 2007 was hij voorzitter van zijn partij in Malmö.

### Minister van Migratie en Asielbeleid
Toen na de verkiezingen van 2006 een nieuwe, centrumrechtse regering gevormd werd onder leiding van premier Fredrik Reinfeldt, werd Billström benoemd tot minister van Migratie en Asielbeleid. Tussen juli en oktober 2010 nam hij tevens het ministerschap van Werkgelegenheid waar, nadat de in opspraak geraakte minister Sven Otto Littorin vroegtijdig was opgestapt. Op Europees niveau diende Billström tussen 2012 en 2015 als een van de vicevoorzitters van de Europese Volkspartij.
Als minister van Migratie en Asielbeleid pleitte Billström in 2007, samen met toenmalig minister van Europese Zaken Cecilia Malmström, voor een gezamenlijk Europees vluchtelingenbeleid. Van alle Europese landen ving Zweden destijds de meeste Iraakse asielzoekers op. In 2008 perkte hij de gezinshereniging voor migranten zonder baan of woning scherp in. In 2013 bracht Billström zichzelf in ernstige verlegenheid nadat hij in een interview met Dagens Nyheter had verklaard dat illegale vluchtelingen in Zweden zich schuilhielden "bij hun soortgenoten en niet bij diegenen met blauwe ogen en blond haar". Deze uitspraak werd door bijna alle politieke partijen zwaar bekritiseerd en leverde hem een reprimande op van premier en partijgenoot Fredrik Reinfeldt. Billström bood zijn excuses aan, maar gaf geen gehoor aan de oproep van sommigen om af te treden.
Na de verkiezingen van 2014 kwam een eind aan Billströms ministerschap toen zijn partij na acht jaar regeren opnieuw in de oppositie belandde. Zijn functie werd overgenomen door de sociaaldemocraat Morgan Johansson. Billström bleef wel een prominent lid van de Rijksdag, waar hij benoemd werd tot ondervoorzitter. In oktober 2017 legde hij deze taak neer om namens zijn partij fractieleider te worden in de Rijksdag.

### Minister van Buitenlandse Zaken
Na acht jaar in de oppositie kwamen de Moderaterna na de verkiezingen van 2022 opnieuw aan de macht. Samen met de Kristdemokraterna, Liberalerna en gedoogpartner Sverigedemokraterna werd een rechts kabinet gesmeed onder leiding van premier Ulf Kristersson. Billström werd in deze regering benoemd tot minister van Buitenlandse Zaken. Drie dagen na zijn aantreden maakte hij zijn eerste buitenlandse trip naar buurland Finland voor een ontmoeting met zijn ambtgenoot Pekka Haavisto. Ruim een maand later bezocht hij de Oekraïense hoofdstad Kiev en in december 2022 bracht hij een driedaags bezoek aan de Verenigde Staten.
Onder Billström werd de aansluiting van Zweden bij de NAVO (een proces dat al begonnen was onder het vorige kabinet-Andersson) verdergezet. In de onderhandelingen hierover nam hij onder druk van Turkije afstand van de Koerdische YPG-militie. In 2023 kwamen de diplomatieke verhoudingen tussen Zweden en het Midden-Oosten ernstig onder druk te staan nadat in Zweden meermaals koranverbrandingen plaatsvonden. Deze acties brachten in de islamitische wereld een grote verontwaardiging teweeg. In een gesprek met de Organisatie voor Islamitische Samenwerking benadrukte Billström namens de regering elke vorm van islamofobie af te wijzen. Zweden werd op 7 maart 2024 officieel lid van de NAVO.
In september 2024 kondigde Billström aan zich volledig uit de politiek terug te trekken, een keuze die in Zweden met verbazing werd ontvangen. Op 10 september 2024 nam hij na 22 jaar afscheid van de Rijksdag. Als minister van Buitenlandse Zaken werd hij op diezelfde dag opgevolgd door zijn partijgenoot Maria Malmer Stenergard.

### Persoonlijk
Tobias Billström trouwde in 2009 en heeft een dochter.